# Benzoyliodid
Benzoyliodid ist eine chemische Verbindung aus der Gruppe der Carbonsäureiodide und ein Derivat der Benzoesäure.

## Gewinnung und Darstellung
Benzoyliodid kann durch Reaktion von Benzoylchlorid mit Kaliumiodid oder Natriumiodid gewonnen werden.

## Eigenschaften
Benzoyliodid ist eine ölige Flüssigkeit mit einem Schmelzpunkt von 3 °C.